# Chaîne d'Alaska
La chaîne d’Alaska (Alaska Range en anglais) est une chaîne de montagnes s'étendant sur environ 650 kilomètres, du Sud de l’Alaska au Nord-Ouest du Canada. Elle représente la plus haute chaîne de l’Amérique du Nord, notamment avec le mont McKinley, anciennement Denali, point culminant du sous-continent. Sa disposition est celle d’un arc est-ouest. Elle fait partie du système de la ceinture de feu du Pacifique.

## Sommets principaux

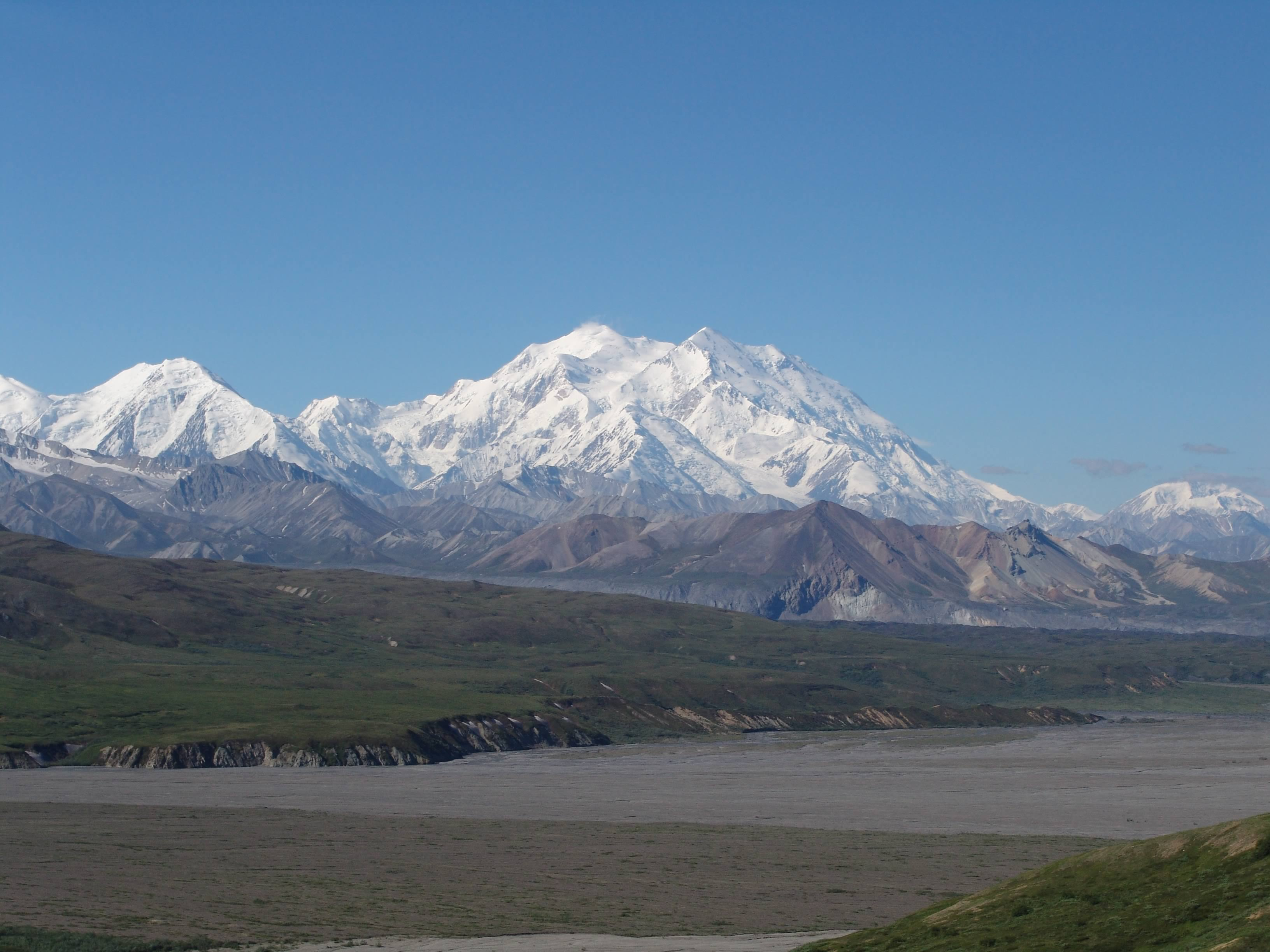
Vue du mont McKinley dans la chaîne d’Alaska.

- Mont McKinley (6 190 m)
- Mont Foraker (5 304 m)
- Mont Hunter (4 442 m)
- Mont Hayes (4 216 m)
- Mont Silverthrone (4 029 m)
- Mont Deborah (en) (3 761 m)
- Mont Huntington (3 730 m)
- Mont Mather (3 675 m)
- Mont Brooks (en) (3 624 m)
- Mont Russell (3 557 m)